# Walter Schaffartzik
Walter Schaffartzik (* 29. Dezember 1951 in Berlin) ist ein deutscher Mediziner.

## Leben
Schaffartzik, der für den Berliner SV 1892 in der Basketball-Bundesliga spielte und mit dem DTV Charlottenburg 1981 in die Bundesliga aufstieg, studierte Humanmedizin und war anschließend ab 1981 bis zum Jahresende 1985 am Universitätsklinikum Steglitz der Freien Universität (FU) Berlin als Assistenzarzt in der Anästhesiologie und operativen Intensivmedizin tätig. Im Frühjahr 1986 arbeitete er als Assistenzarzt in der Diagnostischen Abteilung der Lungenklinik Heckeshorn des Städtischen Krankenhauses Zehlendorf, von Mai 1986 bis März 1988 gehörte Schaffartzik abermals als Assistenzarzt zur Belegschaft des Universitätsklinikums Steglitz und schloss in dieser Zeit, nämlich im Februar 1987, an der FU Berlin seine Doktorarbeit mit dem Titel „Prospektive Studie über das Verhalten von Messwerten der Funktionsdiagnostik, insbesondere der Lungenperfusionsszintigraphie, im Behandlungsverlauf einer gering bis mäßig fortgeschrittenen, röntgenologisch einseitigen Lungentuberkulose“ ab.
Im März 1987 wurde Schaffartzik Oberarzt, ein Jahr später beendete er die Facharztausbildung in der Anästhesiologie.
Im Frühjahr 1988 verließ er Berlin und ging als Stipendiat der Deutschen Forschungsgemeinschaft in die Vereinigten Staaten, wo er am Physiologischen Institut der University of California, San Diego als Wissenschaftlicher Mitarbeiter tätig war. Im Oktober 1990 kehrte Schaffartzik an die Uniklinik Steglitz zurück, im November 1993 wurde er leitender Oberarzt für Anästhesiologie und operative Intensivmedizin. Im Mai 1994 schloss er an der FU Berlin seine Habilitation ab, das Thema seiner Schrift lautete „Der Einfluss maximaler körperlicher Belastung auf die Lungenfunktion, die Ventilations/Perfusions-Verteilung und das Lungengewebe“. Er blieb bis 1997 in Steglitz im Amt, im September 1997 wechselte er als Direktor der Klinik für Anästhesiologie, Intensivmedizin und Schmerztherapie ans Unfallkrankenhaus Berlin. Dort wurde er auch Ärztlicher Leiter.
Im Mai 2001 wurde Schaffartzik an der Freien Universität Berlin zum außerplanmäßigen Professor ernannt. Bereits ab 1995 war er an der Ärztekammer Berlin als Prüfer für Anästhesiologie und die Zusatzweiterbildung Intensivmedizin im Einsatz sowie seit Mai 1994 zudem Prüfer für das Staatsexamen im Fach Humanmedizin.
Im September 2001 leitete Schaffartzik im Unfallkrankenhaus Berlin die Behandlung des italienischen Rennfahrers Alessandro Zanardi, dem nach einem Unfall beim CART-Rennen auf dem EuroSpeedway Lausitz in Südbrandenburg beide Beine oberhalb der Knie amputiert werden mussten.
Zwischen Februar 2005 und Oktober 2009 war er Vorsitzender des Berliner Landesverbandes des Deutschen Hochschulverbandes. Schaffartzik saß in zahlreichen Ausschüssen und Gremien, darunter dem Ärztlichen Expertenkreis für berufsrechtliche Angelegenheiten der Ärztekammer Berlin (ab 2010), des Bundesfachbeirates der Deutschen Stiftung Organtransplantation (ab November 2013), des Vorstandes der Deutschen Gesellschaft für Anästhesiologie und Intensivmedizin (ab 2009) und war ab 2008 Vorsitzender der Schlichtungsstelle für Arzthaftpflichtfragen der norddeutschen Ärztekammern.
Zum 31. Dezember 2017 ging er in den Ruhestand. 2018 wurde Schaffartzik mit der Ehrenmedaille des Berufsverbands Deutscher Anästhesisten e. V. ausgezeichnet.

### Persönliches
Schaffartziks Söhne Heiko und Kevin wurden Basketballprofis.